# Джордж Скот
Джордж Скот  (на английски: George C. Scott) е американски актьор, режисьор и продуцент.

## Биография
Носител е на Оскар през 1971 г. за най-добра главна мъжка роля за изграждането на образа на прочутия американски генерал Патън в „едноименния филм“. Известен е предимно с театралните си роли, а по-късно и с тези в киното. Носител е на два Златни глобуса и две награди Еми.
Има 5 брака, 5 деца и още една извънбрачна дъщеря. Носи му се слава на капризен и непостоянен актьор, с който трудно може да се сработи човек, но оставя запомняща се колекция от образи в американското кино.

## Избрана филмография
| Година | Филм                      | Оригинално заглавие    | Роля                         | Режисьор          |
| ------ | ------------------------- | ---------------------- | ---------------------------- | ----------------- |
| 1959   | Анатомия на едно убийство | Anatomy of a Murder    | прокурор Клод Дансър         | Ото Преминджър    |
| 1959   | Дървото на обесените      | The Hanging Tree       | доктор Гръб                  | Делмар Дейвс      |
| 1961   | Играчът на билярд         | The Hustler            | Бърт Гордън                  | Робърт Росън      |
| 1964   | Д-р Стрейнджлав           | Dr. Strangelove        | генерал Бък Търджидсън       | Стенли Кубрик     |
| 1965   | Жълтият Ролс-Ройс         | The Yellow Rolls-Royce | Паоло Малтезе                | Антъни Аскуит     |
| 1970   | Патън                     | Patton                 | генерал Джордж Патън         | Франклин Шафнър   |
| 1981   | Кадети                    | Taps                   | бригадир генерал Харлан Бачи | Харолд Бекер      |
| 1990   | Заклинателят 3            | The Exorcist III       | Уилям Киндермън              | Уилям Питър Блати |